# Éruption du Nyiragongo en 2021
L'éruption du Nyiragongo en 2021 est une éruption survenue en République démocratique du Congo. Considérée comme débutée en 2002, peu de temps après l'éruption catastrophique de 2002 qui avait fait 250 morts, cette éruption a connu une phase effusive à partir du 22 mai 2021, avec écoulements de lave dans une des failles du flanc nord-est du volcan. Le plan d'évacuation de la population de la ville de Goma a été déclenché. 32 victimes sont dénombrées.

## Contexte
Selon un responsable du parc national des Virunga, l'éruption du Nyiragongo est similaire à l'éruption de 2002, qui a causé la mort de 250 personnes. En septembre 2020, Katcho Karume, directeur de l'observatoire du volcan de Goma, a déclaré que le lac de lave s'était rapidement rempli, augmentant le risque d'éruption au cours des prochaines années, bien que Karume ait également noté qu'un tremblement de terre pourrait déclencher une éruption plus tôt,. L'observatoire n'avait pas fonctionné correctement pendant presque un an avant l'éruption, après que la Banque mondiale ait coupé le financement à la suite d'allégations de corruption. L'observatoire n'a pas été en mesure de payer pour une connexion Internet pour connecter des moniteurs à distance ou pour du carburant pour transporter régulièrement le personnel vers les points d'observation ; le personnel a téléchargé manuellement les données des cartes mémoire lors de leurs quelques visites sur le volcan. En août 2020, un rapport dans le Geophysical Research Letters basé sur une comparaison de l'activité historique et actuelle à Nyiragongo a noté la possibilité d'une éruption de flanc entre mars 2024 et novembre 2027.

## Déroulement

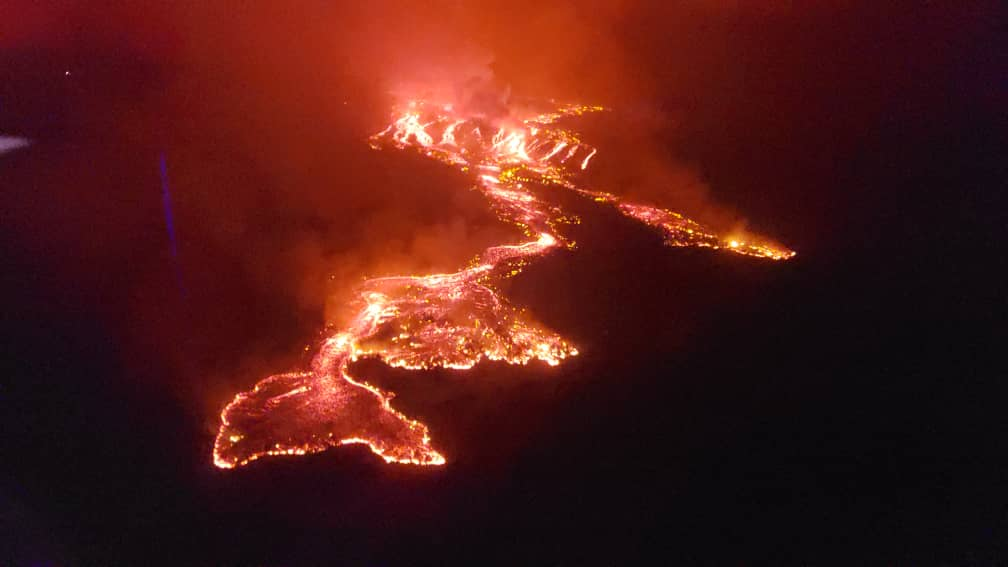
Coulée de lave du Nyiragongo lors de l'éruption de 2021.

Le 22 mai 2021 vers 18h30 (heure d'Afrique centrale), un flanc du mont Nyiragongo est entré en éruption et de la lave a commencé à couler vers la ville de Goma à environ 20 kilomètres au sud, qui comptait une population de 2 millions d'habitants. La coulée de lave atteignant l'aéroport international de Goma. Le gouvernement de la république démocratique du Congo a exhorté les habitants de la ville à évacuer. On estime que la coulée de lave s'est déplacée à 1 kilomètre par heure, permettant aux gens de s'échapper mais détruisant les zones résidentielles au nord de Goma.
Le 23 mai, après avoir appris que la coulée vers Goma avait cessé, le ministère rwandais de la gestion des urgences a rapporté que les réfugiés qui avaient fui vers Rubavu étaient pour la plupart rentrés chez eux. L'Organisation internationale pour la sécurité des ONG a noté le 23 mai que de la lave semblait couler vers la frontière rwandaise et a conseillé aux travailleurs humanitaires du nord de Goma de se déplacer vers l'ouest pour des raisons de sécurité. Le ministre des Communications de la République démocratique du Congo, Patrick Muyaya, a déclaré que les tremblements sismiques continuaient à être détectés et conseillé de faire preuve de vigilance et d'éviter les déplacements non essentiels.
Bien que la coulée de Goma se soit rapidement arrêté, les scientifiques observent des déformations du sol et une sismicité qui leur laisse penser que de la lave s'injecte en souterrain sous la ville et jusque sous le lac Kivu, faisant craindre le déclenchement d'une éruption limnique.

## Conséquences
Environ 8 000 personnes de Goma sont entrées au Rwanda pour y trouver refuge. L'UNICEF a révélé qu'il y a une possibilité pour les évacués de rentrer chez eux pour découvrir leurs maisons détruites, y compris des pénuries d'eau et d'électricité. Malgré la fin des manifestations volcaniques en surface dans Goma, 10 des 18 quartiers de la ville sont évacués préventivement par les autorités qui redoutent une nouvelle apparition de la lave et le déclenchement d'une éruption limnique depuis le lac Kivu.
Le porte-parole du gouvernement, Patrick Muyaya Katembwe, a déclaré dans la nuit du 23 mai que quinze personnes étaient mortes : deux avaient été brûlées vives, neuf dans un accident de la circulation en fuyant et quatre prisonniers tués alors qu'ils tentaient de s'échapper de la prison du Camp Munzenze à Goma. Dix-sept villages autour du volcan ont signalé des dommages, bien que le flux se soit arrêté juste à l'extérieur de Goma. L'UNICEF a signalé plus de 170 enfants disparus et 150 enfants séparés de leur famille. Le Conseil norvégien pour les réfugiés (en) a signalé que six cents maisons et cinq écoles avaient été détruites.

## Critiques de l'observatoire
Les résidents ont accusé l'observatoire du volcan de Goma de ne pas avoir averti de l'éruption. La Banque mondiale avait supprimé le financement des scientifiques effectuant l'observation en 2020, et l'observatoire avait cessé de surveiller le volcan quelques mois plus tard. Le 10 mai 2021, l'observatoire avait émis un avertissement que l'activité sismique à Nyiragongo avait augmenté et avait précédemment averti que le lac de lave du volcan se remplissait, augmentant les chances d'une éruption ou d'une catastrophe liée au tremblement de terre.